# Río Negro (Magdalena)
Pour les articles homonymes, voir Río Negro.
 (octobre 2013).
Le río Negro est une rivière de Colombie et un affluent du Río Magdalena.

## Géographie
Le río Negro prend sa source sur le versant ouest de la cordillère Orientale, dans le nord-ouest du département de Cundinamarca. Il coule ensuite vers le sud, l'ouest, le nord, puis l'ouest avant de se jeter dans le río Magdalena, à la limite des départements de Cundinamarca, Boyacá et Caldas.
La partie basse de son cours sert de frontière naturelle entre les départements de Cundinamarca et Boyacá.